# Ernst Schomer
Ernst Schomer (* 26. März 1915 in Wiesbaden; † 1. Mai 2005 in Minden) war ein deutscher Filmarchitekt, Maler, Illustrator, Medailleur und Kunsterzieher.

## Leben und Wirken
Schomer wurde nach seinem Abitur in Blankenburg am Harz zum Reichsarbeitsdienst eingezogen und diente über die gesamte Dauer des Zweiten Weltkriegs in der Wehrmacht (als Stuka-Kampfpilot über der Sowjetunion). 1945 geriet er für ein Jahr in Kriegsgefangenschaft. In dieser Zeit arbeitete Schomer, der sich schon als Soldat zeichnerisch betätigt hatte, als Ausstatter des Lagertheaters. In den ersten Nachkriegsjahren begann er wieder zu malen und stellte seine Bilder aus; außerdem verdiente er sich seinen Lebensunterhalt als Illustrator von Büchern. 
1953 knüpfte Ernst Schomer Kontakt zum bundesdeutschen Unterhaltungsfilm, an der Seite des erfahrenen Szenenbildners Alfred Bütow begann er seine Kinokarriere. Bis 1968 entwarf Schomer, vorwiegend in Zusammenarbeit mit Kollegen, die Kulissen zu einer Reihe von höher- bis hochklassigen Spielfilmproduktionen; ab den frühen 1960er Jahren primär in Gemeinschaft mit Hans-Jürgen Kiebach. Nach seiner bedeutendsten und aufwändigsten Arbeit, den Dekorationen zu Robert Siodmaks monumentalem, in Rumänien gedrehten Antik-Epos Kampf um Rom, zog sich Ernst Schomer 1969 aus dem Filmgeschäft zurück. 
Die folgenden Jahre bis zu seiner Pensionierung 1981 wirkte er als Kunsterzieher am Städtischen Gymnasium Barntrup. In seinen letzten Lebensjahren arbeitete Schomer vor allem als Maler; die letzte große, ab 2003 angefertigte Arbeit des überzeugten Preußen-Bewunderers trug den Titel ‘Friedrich der Große hält Ansprache vor seinen Generälen in der Schlacht von Leuthen’. 
Seit geraumer Zeit unter Herzrhythmusstörungen leidend, erlitt Schomer im März 2005 einen schweren Schlaganfall. Wenige Wochen darauf starb er in seinem Wohnort Minden. Schomers Sohn Wulf lehrt als Kunstprofessor u. a. an den Hochschulen in Osnabrück und Vechta.

## Filmografie (Kino)
- 1953: Wenn der weiße Flieder wieder blüht
- 1953: Weg ohne Umkehr
- 1953: Staatsanwältin Corda
- 1954: Das zweite Leben
- 1954: Ball der Nationen
- 1955: Vom Himmel gefallen (Special Delivery)
- 1955: Der Major und die Stiere
- 1956: Die gestohlene Hose
- 1956: Ohne Dich wird es Nacht
- 1956: Anastasia, die letzte Zarentochter
- 1956: Wie ein Sturmwind
- 1958: Das Mädchen mit den Katzenaugen
- 1959: 2 x Adam, 1 x Eva
- 1959: Und das am Montagmorgen
- 1960: Das hab’ ich in Paris gelernt
- 1961: Das Wunder des Malachias
- 1962: Liebe will gelernt sein
- 1963: Der Fluch der gelben Schlange
- 1963: Frühstück im Doppelbett
- 1964: Das Phantom von Soho
- 1964: Das Ungeheuer von London-City
- 1964: Das siebente Opfer
- 1965: Durchs wilde Kurdistan
- 1965: Mordnacht in Manhattan
- 1965: Im Reiche des silbernen Löwen
- 1966: Die Hölle von Macao
- 1968: Kampf um Rom, zwei Teile